# Horváth Hanna
Horváth Hanna (Szeged, 1992. április 21. –) labdarúgó, csatár. Jelenleg az 1. FC Femina játékosa.

## Pályafutása
2003-ban Üllésen kezdte a labdarúgást. 2007 óta a Szegedi AK labdarúgója. Tagja volt a 2010–11-es idényben az NB II Nyugati-csoportjának megnyerésével az élvonalbeli szereplést kiharcoló csapatnak. Az élvonalban 2011. augusztus 6-án mutatkozott be.
A 2012–13-as idény 8. fordulójában, 2012. október 6-án a Nagypáli NLSE elleni mérkőzés 17 percében szárkapocscsont-törést szenvedett. 2012 év végéig játszott Szegeden, majd 2013 februárjában az 1. FC Femina csapatához igazolt.

## Sikerei, díjai
- NB II – Nyugati-csoport
  - bajnok: 2010–11